# Ask und Embla

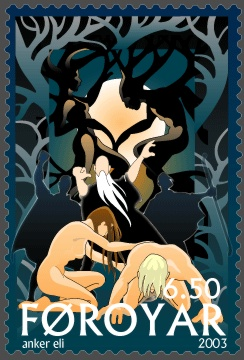
Ask und Embla, im Hintergrund Odin. Briefmarke der färöischen Post nach einem Motiv von Anker Eli Petersen, 2003.

Ask und Embla (altnordisch Askr ok Embla) heißen in der nordischen Mythologie die beiden ersten Menschen. Drei Götter, unter ihnen Odin, der oberste Gott, schufen sie aus dem Holz zweier Baumstämme, die sie am Meeresstrand fanden.
Die Entstehung des Menschen (Anthropogonie) ist der Schlusspunkt der nordischen Schöpfungsgeschichte. In diesem Mythos sind offenbar verschiedene Überlieferungen aufgegangen. Die ältesten von ihnen handeln von der Herkunft des Menschen vom Baum und vielleicht vom Erwerb des Feuers.

### Lieder-Edda
„Unz þrír qvómo ór því liði,

ǫflgir oc ástgir, æsir, at húsi;

fundo á landi, lítt megandi,

Asc oc Emblo, ørlǫglausa.

ǫnd þau né átto, óð þau né hǫfðo,

lá né læti né lito góða;

ǫnd gaf Óðinn, óð gaf Hœnir,

lá gaf Lóðurr oc lito góða.“
„Schließlich kamen drei aus dieser Schar,

mächtige und wohlgesinnte Asen zum Haus,

sie fanden am Strand, kaum Kraft habend,

Ask und Embla, schicksalslos.

Seele besaßen sie nicht, Vernunft hatten sie nicht,

weder Blut noch Bewegung noch gute Farbe;

Seele gab Odin, Vernunft gab Hönir,

Blut gab Lodurr und gute Farbe.“
– Völuspá 17-18
Drei Asen, das sind Götter, finden Ask und Embla á landi, am Land. Darunter versteht man in Anlehnung an die Prosa-Edda zumeist den Strand des Meeres. Aus welchem Stoff sie sind, wird nicht erwähnt, doch weist der Name Askr darauf hin, dass sie aus Holz sind, da sein Name ‚Esche‘ bedeutet. Noch sind die beiden keine Menschen, sondern Pflanzen. Offensichtlich stammen sie aus dem Meer und wurden an den Strand gespült.
Das Meerwasser ist das ehemalige Blut des Riesen Ymir, aus dessen Körperteilen die Götter die Welt bauten. Auch bei der Erschaffung der Zwerge, die kurz vor den Menschen entstanden, spielt das Meerwasser eine Rolle. Es heißt, dass sie zu einem Teil aus Ymirs Blute gebildet wurden. Doch ihr anderer Teil kommt nicht vom Holz, wie bei den Menschen, sondern vom Stein.
Was Ask und Embla aber noch vom Menschsein trennt, ist der Mangel bestimmter Eigenschaften. Die Völuspá zählt insgesamt sieben Merkmale auf, wobei die ersten beiden übergeordneter Natur zu sein scheinen, die durch die folgenden fünf näher bestimmt werden. Somit fehlt es Ask und Embla an Lebenskraft und Lebensbestimmung, denn in ihrer pflanzlichen Vorform sind sie noch lítt megandi ‚wenig kräftig‘ und ørlǫglausa ‚ohne Schicksal‘.
| Nr. | Was Ask und Embla fehlte | Was die Götter gaben | Welcher Gott | Übersetzung                                                  |
| --- | ------------------------ | -------------------- | ------------ | ------------------------------------------------------------ |
| 1   | megin                    | –                    |              | Kraft, Macht                                                 |
| 2   | örlög                    | –                    |              | Schicksal                                                    |
| 3   | önd                      | önd                  | Odin         | Atem, Leben, Seele                                           |
| 4   | odr                      | odr                  | Hönir        | Wut, Raserei, Erregtheit, Dichtung ≈ Geist, Verstand, Seele? |
| 5   | la                       | la                   | Lodur        | Lebenswärme?, Blut?                                          |
| 6   | läti                     | –                    |              | Stimme? / Bewegung?                                          |
| 7   | lito goda                | lito goda            | Lodur        | gute Farbe ≈ gutes Aussehen? / göttliches Aussehen?          |

Die Übersetzungen dieser Stelle der Völuspá stehen vor der unlösbaren Aufgabe, mehrere vieldeutige oder unklare Begriffe mit jeweils einem deutschen Wort übersetzen zu müssen, ohne dass der Inhalt des nordischen Quellentextes dabei genau wiedergegeben werden kann.
- Odin schenkt Ask und Embla die önd, das ist der ‚Atem‘ und damit das ‚Leben‘.[9] Odin, der oberste Gott, dessen Wesen ursprünglich eng mit Sturm und Wind verbunden ist, bläst ihnen demnach sozusagen den Lebenswind ein.
- Hönir gibt den beiden den óðr, das bedeutet ‚Wut, Raserei, Erregtheit‘, aber auch ‚Dichtung‘. Da das damalige Verständnis von Wut nicht nur den Zorn, sondern auch ekstatische Zustände mit einschloss, wird óðr an dieser Stelle treffender mit Geist übersetzt.[10] (Geist bedeutet ursprünglich ebenso ‚Erregung‘.[11]) Je nachdem, wie man den Dichter verstehen möchte, kann man darin den mentalen Geist (den Verstand, den mind) oder den wesenhaften Geist (den spirit) sehen. Nach der christlichen Definition ist die Seele der Geist, der sich mit einem Körper verbunden hat, somit kann man óðr hier auch mit ‚Seele‘ übersetzen[12].
- Der dritte Gott ist der ansonsten unbekannte Lodur, der von einigen Forschern mit Loki gleichgesetzt wird. Er verleiht Ask und Embla grobstoffliche, menschliche Merkmale. Zum einen die lá, was man vielleicht mit ‚Blut‘ oder ‚Lebenswärme‘ übersetzen kann.[1][8] Blut ist wie der Atem oder der Geist ein weiterer Träger von Lebenskraft. Zum anderen gibt Lodur den beiden lito góða, wörtlich ‚die gute Farbe‘. Das deutet man überwiegend als gutes Aussehen, das heißt menschliches Aussehen. Eine Minderheitenmeinung in der Forschung liest im Urtext lito goða, das ‚göttliche Aussehen‘.[13] Das hieße, dass Lodur die beiden so formte, dass sie wie die Götter aussahen.

Wie Ask und Embla jedoch zu ihrem Schicksal kommen, erklärt die Völuspá nicht ausdrücklich. Entweder wird es zeitgleich durch den Schöpfungsakt miterzeugt, oder es wird ihnen von den drei Nornen verliehen (siehe unten).

### Prosa-Edda
„[…] ok hvaðan kómu mennirnir þeir er heim byggja? – […] Þá er þeir gengu með sævarströndu Borssynir, fundu þeir tré tvau ok tóku upp trén ok sköpuðu af menn. Gaf inn fyrsti önd ok líf, annarr vit ok hræring, þriði ásjónu, mál ok heyrn ok sjón, gáfu þeim klæði ok nöfn. Hét karlmaðrinn Askr en konan Embla, ok ólst þaðan af mannkindin, sú er byggðin var gefinn undir Miðgarði.“
„Aber woher kamen die Menschen, die die Welt besiedeln? – […] Als die Söhne Borrs am Meeresstrand entlangliefen, fanden sie zwei Baumstämme. Die hoben sie auf und erschufen daraus die Menschen. Der erste gab ihnen Seele und Leben, der zweite Verstand und Bewegungsfähigkeit, der dritte äußere Gestalt, Sprechvermögen, Gehör und die Fähigkeit zu sehen. Sie gaben ihnen Kleider und Namen; der Mann hieß Ask, die Frau Embla, und aus ihnen ging das Menschengeschlecht hervor, dem Midgard zur Heimat gegeben wurde.“
– SNORRI STURLUSON: Prosa-Edda: Gylfaginning 9
Nach der Prosa-Edda finden die Götter ausdrücklich am Strand des Meeres zwei namenlose tré, das sind ‚Baumstämme oder Hölzer‘. Der Schöpfungsvorgang entspricht bei den ersten beiden Göttern in etwa dem der Völuspá, bei den Gaben des dritten Gottes betont die Prosa-Edda jedoch stärker die materiellen Merkmale in Form von Gestalt, Wahrnehmung und Ausdrucksfähigkeit. Nicht aus der Völuspá stammt die Vergabe der Kleider an die Menschen. Sie muss aber keine Erfindung Snorri Sturlusons darstellen, wie diese Stelle des Hávamál zeigt, die ein Widerhall einer Stelle im Schöpfungsmythos sein könnte, die untergegangen ist:
„Váðir mínar gaf ec velli at

tveim trémǫnnom; […]“
„Meine Kleider gab ich [Odin] auf dem Feld

zwei Holzmännern; […]“
– Hávamál 49
Erst nachdem die beiden Hölzer mit allem versehen sind, um Menschen zu sein, erhalten sie ihre Namen. Diese Reihenfolge wird vergleichbar auch in der Völuspá bei der Einrichtung der Welt beschrieben. Da das Merkmal Schicksalslosigkeit in der Prosa-Edda fehlt und die Götter Ask und Embla ausdrücklich die Mittelwelt zur Heimat geben, wird die Schöpfermacht der Götter insgesamt stärker betont.
Den größten Bruch mit der Völuspá stellt jedoch die handelnde Götterdreiheit dar. Nicht Odin, Hönir und Lodur, sondern die Söhne Borrs beseelen Ask und Embla. An anderer Stelle erklärt Snorri Sturluson, dass er damit Odin, Vili und Ve meint.

## Rezeption

### Menschen aus Bäumen

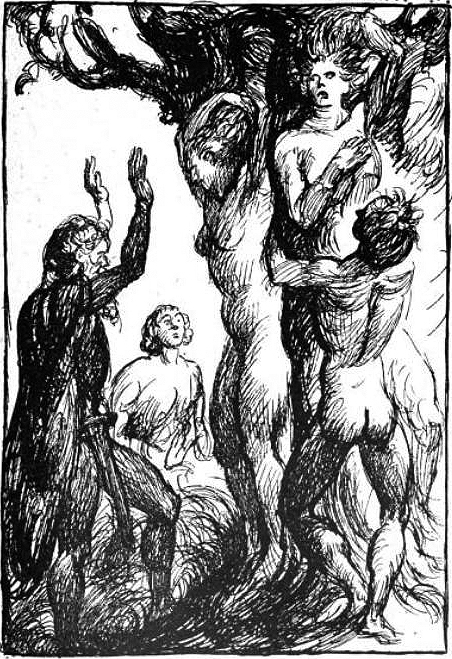
Die Entstehung von Askr und Embla. Illustration von Robert Engels, 1913.

Mythen, nach denen der Mensch aus dem Baum hervorging, sind über die ganze Welt verbreitet. Sie werden in Amerika, Australien und Indonesien erzählt und insbesondere unter den indogermanischen Völkern wie den Germanen, Griechen, Iranern und Indern.
In der nordischen Literatur findet sich die urtümliche Beziehung zwischen Mensch und Baum nicht nur im Mythos von Ask und Embla, sondern auch allgemein in der Dichtersprache, in der der Mensch oft als Baum umschrieben wurde. Snorri Sturlusons Lehrbuch Die Sprache der Dichtkunst verdeutlicht dies:
„Af þessum heitum hafa skáldin kallat manninn ask eða hlyn, lund eða öðrum viðarheitum karlkenndum […]

Fyrir því er kona kölluð til kenningar öllum kvenkenndum viðarheitum.“
„Die Skalden [haben] den Mann Esche oder Ahorn genannt, ebenso Hain oder mit einem anderen männlichen Baumnamen […]

[Die] Frau [wird] in den Kenningen mit allen weiblichen Baumnamen benannt.“
– SNORRI STURLUSON: Prosa-Edda: Die Sprache der Dichtkunst 31
Zum germanischen Vorstellungskomplex Mensch-und-Baum gehören auch Sagen und Bräuche, die aus mehreren deutschen Landstrichen seit dem Mittelalter überliefert sind. Demnach kommen in bestimmten Gegenden Tirols und der Schweiz die Kinder aus den Bäumen. Größere Verbreitung hat der Brauch, einem Neugeborenen einen Baum zu pflanzen, womit beider Schicksale so miteinander verknüpft werden, dass man sagen kann: Stirbt der Baum, stirbt der Mensch.
Ein Merkmal, das den Menschen vom Tier unterscheidet, ist der aufrechte Gang. Sein aufrechter Körper gleicht dem aufrecht wachsenden Stamm der Bäume, und somit verbindet er wie der Baum die Welten der Unterwelt und der Himmelswelt. Der Laubbaum ist zudem ein Bild der Veränderung menschlichen Lebens. Doch insbesondere der Geburtsbaum zeigt auf, dass zwischen Baum und Mensch eine magische, sympathetische Beziehung besteht, auf der Grundlage eines animistischen Weltbildes. Mitunter wurde die germanische Beziehung zwischen Mensch und Baum, wie sie im nordischen Mythos von Ask und Embla zum Ausdruck kommt, als Totemismus eingestuft.

### Das erste Menschenpaar
Ask und Embla sind nicht nur die ersten Menschen, sondern sie bilden zugleich auch das erste Menschenpaar, von dem nach Snorri Sturluson alle Menschen abstammen. Dass Ask männlichen und Embla weiblichen Geschlechts ist, ergibt sich dabei ebenso nur aus der Prosa-Edda.
Die ältere Forschung sah in dem Paar Ask und Embla noch die nordischen Abbilder von Adam und Eva. Das lag nicht nur an der Gemeinsamkeit, dass beide Paare mit denselben Anfangsbuchstaben beginnen, sondern auch daran, dass beide durch eine Dreiheit belebt werden, denn nach der mittelalterlichen Auslegung der biblischen Schöpfungssage war die Trinität für die Beseelung der ersten Menschen verantwortlich. Darin sieht man jedoch heute eher einen interessanten Zufall als ursächliche Zusammenhänge.
Die heutige Forschung geht bei Ask und Embla entweder von einem indogermanischen Mythos aus oder von einer sekundären Überlieferung der nordischen Mythologie, die durch vorderasiatische Mythen beeinflusst wurde. In der iranischen Mythologie wächst eine Rhabarberpflanze aus der Erde, deren Stiel Meschia und Meschiane ‚Sterblicher und Sterbliche‘ bilden, die so miteinander verwachsen sind, dass ihre Arme hinten auf den Schultern des anderen ruhen. Ahura Mazda, der Lichtgott, schenkt ihnen, nachdem sie menschliche Gestalt angenommen haben, den Atem und beseelt sie dadurch. Offensichtlich stammt der Rhabarber aus einer späten Überlieferungsschicht und ersetzte eine nicht mehr bestimmbare Baumart, denn die alten Schriften beschreiben die Pflanze von Meschia und Meschiane noch als Baum, stellenweise sogar ausdrücklich.

#### Ask
Ask, altnordisch Askr geht zurück auf altnordisch askr, das ‚Esche‘ bedeutet.
altnordisch askr ‚Esche‘   <   germanisch *askaz ‚Esche‘   <   indogermanisch *osk- ‚Esche‘.
Der Name gehörte wahrscheinlich schon in urgermanischer Zeit einem mythischen Stammvater. Während Askr in der westnordischen Mythologie Stammvater der Menschen ist, gilt der halblegendäre Æsc ‚Esche‘ als Stammvater des angelsächsischen Königshauses von Kent. In der älteren Forschung ging man noch davon aus, dass auch der Name des sagenhaften ersten Königs der Sachsen, Aschanes (latinisiert Askanius) ‚Esche‘ bedeute. Nach einer deutschen Sage wuchsen der König und sein Volk aus einem Steinfelsen im Harz, der sich im Wald bei einer Quelle befand. Inzwischen führt man den Namen aber auf Ascanius zurück, den Sohn des trojanischen Helden Aeneas.
Denkbar ist, dass die Beziehung Mann-als-Esche noch aus indogermanischer Zeit herrührt, da es auch vergleichbare Mythen bei den alten Griechen gibt. In der Forschung wird hierbei insbesondere der von Hesiod überlieferte Mythos hervorgehoben, wonach der Mensch des eisernen Zeitalters aus der μελία (melia) ‚Esche‘ entstand. Im Mythos vom Feuerraub gebraucht wiederum Hesiod das Wort melioi für ‚Menschen‘, das die männliche Form von meliai ist, womit die Eschennymphen bezeichnet werden. Die melioi sind somit ‚die Männer, die zu den Eschennymphen gehören‘.
Interessanterweise gibt es in der Völuspá eine Verbindung zwischen dem Weltenbaum Yggdrasil und Ask, denn beide teilen miteinander die Eschennatur. Zu Zusammenhängen siehe weiter unten.

#### Embla
Im Gegensatz zu Ask konnte Embla, altnordisch Embla, bislang nicht überzeugend gedeutet werden. Trotz vieler Bemühungen ist nicht gelungen, den Namen schlüssig aus der altnordischen oder einer älteren Sprachstufe abzuleiten, worin man einen Hinweis auf ein sehr hohes Alter des Namens sehen kann.
Die beiden gängigen Deutungen, die bisher in der Forschung den meisten Anklang gefunden haben, gehen beide von der Vermutung aus, dass Embla sich wie Ask von einem Baumnamen ableite.
Die eine dieser beiden Deutungen übersetzt Embla als ‚Ulme‘ (Sophus Bugge).
altnordisch *Elmla   <   altnordisch *Almilon   <   altnordisch almr ‚Ulme‘   <   germanisch *elmaz ‚Ulme‘   <    indogermanisch *elem ‚Ulme‘   <    indogermanisch *el- ‚(rötlich, bräunlich) glänzend‘.
Die andere Deutung übersetzt Embla mit ‚Schlingpflanze‘ (Hans Sperber).
griechisch άμπελος (ampelos) ‚Rebe, Schlingpflanze‘   <   germanisch *ambilo ‚Ranke, Rebe, Schlingpflanze‘   >   altnordisch Embla
Beide Deutungen kranken daran, dass sie auf Sprachakrobatik fußen. Dennoch liebäugelt ein Gutteil der Forschung mit Sperbers Deutung, da sie eine Brücke zu einem indogermanischen Mythos schlägt, wonach das Feuermachen mit Holzstab und Holzbrett als Liebemachen angesehen wurde. Dabei handelt es sich vielleicht um einen Mythos, der die Menschwerdung durch den Erwerb des Feuers ausdrückt. Das Holz der Schlingpflanze würde sich als weiches und leicht entzündbares Holz tatsächlich eignen, doch gibt es bislang noch keinen Beleg, dass dabei Eschenholz als Bohrer genutzt wurde.
Jedoch muss Embla nicht zwingend auf einen Baumnamen zurückgehen. Es gibt in den Mythen der Völker keine Regel, die besagt, dass der Name des ersten Menschen Auskunft darüber gibt, aus welchem Stoff er geschaffen wurde. Noch in jüngerer Zeit wurden neue Deutungswege beschritten. So wurde Embla zum Beispiel mit ‚Gefährtin‘ übersetzt. Eine andere Deutung betont den Mythos des Feuermachens und versteht Embla als ‚Vagina‘ und Askr als ‚Schwert‘ (Henning Kure). Auch sieht man nach einer anderen Meinung in den beiden Namen mikrokosmische Entsprechungen des Makrokosmos, die der Baum Yggdrasil und die Schicksalsquelle vertreten. In diesem Zusammenhang wird Embla als Entsprechung der Quelle verstanden und ihr Name als ‚Wassertopf‘ gedeutet (Karl G. Johannson).

### Gab es verschiedene Menschwerdungsstufen?
Üblicherweise liest man die Völuspá so, dass der Mensch in einem einzigen Schöpfungsakt geschaffen wurde. Doch sicher ist das nicht. In der Völuspá gibt es rund um die Erschaffung des Menschen zwei unklare Textstellen, die es möglich machen, dass es vielleicht zweier oder sogar dreier Schöpfungsakte bedurfte, bis der Mensch zum Menschen wurde.
Nach Meinung einiger Wissenschaftler fertigten die Zwerge die (hölzernen) Vorformen der Menschen an, die dann schließlich durch die Götter zum Leben erweckt wurden. Die betreffende Textstelle findet sich bei der Erschaffung der Zwerge, die noch vor den Menschen entstanden.
„Þar var Mótsognir mæztr um orðinn

dverga allra, enn Durinn annarr;

þeir manlícon mǫrg um gorðo,

dvergar, ór iorðo [í iorðu], sem Durinn sagði.“
„Da war Modsognir von allen Zwergen

der trefflichste geworden, und Durin der zweite;

viele Menschengestalten schufen sie,

Zwerge aus Erde [bzw.: in der Erde], wie Durin sagte.“
– Völuspá 10
Nach dieser Meinung bezieht sich altnordisch manlikon ‚Menschengestalten‘ auf die Menschwerdung und nicht auf die Zwergenwerdung. Mit der Folge: Modsognir und Durin fertigen Menschenformen an. Da es aber im Kontext um die Zwergenschöpfung geht, dürfte mit manlikon wohl eher ausgedrückt werden, dass die Götter (oder die ersten beiden Zwerge) Zwerge in Menschengestalt schufen.
Einzelne Forscher entnehmen der Völuspá noch einen anderen Schöpfungsakt, nämlich die Zuweisung eines Schicksals. Denn als die Götter Ask und Embla fanden, waren diese noch örlöglausa ‚schicksalslos‘. Dementsprechend könnte auch die Verleihung des Schicksals zur Menschwerdung gehören. Dafür waren in der nordischen Mythologie aber nicht die Götter, sondern die Nornen zuständig, wie sich aus dieser Völuspá-Strophe ergibt, die nur zwei Strophen nach der Entstehung des Menschen folgt:
„Þaðan koma meyiar, margs vitandi,

þriár, ór þeim sæ, er und þolli stendr;

Urð héto eina, aðra Verðandi

- scáro á scíði -, Sculd ina þriðio;

þær lǫg lǫgðo, þær líf kuro

alda bornom, ørlǫg seggia.“
„Von dort [Yggdrasil] kommen Mädchen, viel wissende,

drei aus dem Wasser, das unterm Baum liegt;

Urd hieß man die eine, die andere Verdandi,

- sie ritzten ins Holz -, Skuld die dritte;

sie legten Bestimmungen fest, sie wählten das Leben

den Menschenkindern, das Schicksal der Männer.“
– Völuspá 20
Gegen dieses Verständnis wird eingewendet, dass die besagte Völuspá-Strophe nur eine Analogie wiedergebe, die sich streng genommen nur auf alle alda bornom ‚geborenen Menschenkinder‘ und nicht auf die geschaffenen Menschen bezieht.
Was die alten Texte ursprünglich wirklich meinten, lässt sich nicht mehr feststellen. Welcher Meinung man auch folgt, letztlich bleibt die Erschaffung des Menschen im Wesentlichen immer das Werk der Götter. Die verschiedenen in der Forschung diskutierten Möglichkeiten fasst die folgende Tabelle zusammen.
| Schritt | Handelnde Macht | Tätigkeit                         | Kontext                  | Völuspá-Strophe |
| ------- | --------------- | --------------------------------- | ------------------------ | --------------- |
| 1       | Zwerge          | Anfertigung der Menschenformen    | Erschaffung der Zwerge   | 10              |
| 2       | Götter          | Belebung der Menschen             | Erschaffung des Menschen | 17 f.           |
| 3       | Nornen          | Festlegung der Menschenschicksale | Die Nornen am Weltenbaum | 20              |

### Die Schöpfer

#### Verschiedene Götterdreiheiten
Die beiden Quellen, Völuspá und Prosa-Edda, sind sich nicht einig darüber, welche Götter Ask und Embla zu Menschen machen. Nach der Völuspá sind es Odin, Hönir und Lodur. Nach der Prosa-Edda sind es die Söhne Borrs, also Odin, Vili und Ve.
| Gesamtheit  | Gott 1 | Gott 2 | Gott 3 | Quelle     |
| ----------- | ------ | ------ | ------ | ---------- |
| –           | Oðin   | Hœnir  | Loðurr | Völuspá    |
| Borrs Söhne | (Oðin) | (Vili) | (Vé)   | Prosa-Edda |

Der Widerspruch der beiden Quellen kann nur dadurch erklärt werden, dass Snorri Sturluson in der Prosa-Edda entweder eine andere Überlieferung wiedergab (Eugen Mogk) oder die Götterdreiheit der Völuspá durch eine andere ersetzte (Sigurdur Nordal).
Für zwei getrennte Überlieferungen spricht, dass beide Götterdreiheiten alt sind. Die Dreiheit Odin, Vili und Ve geht auf den alten Stabreim Wodanaz, Wiliaz und We zurück, der bereits aus urgermanischer Zeit stammt. Aber auch Hönir und Lodur müssen alte Götternamen sein, weil ihre Mythen im Mittelalter, als die Völuspá niedergeschrieben wurde, bereits verblasst oder vergessen waren.
Für einen willkürlichen Austausch der Götterdreiheiten spricht der Erzählzusammenhang der Prosa-Edda. In der Völuspá handelt vor der Götterdreiheit Odin, Hönir und Lodur bereits eine andere Gesamtheit von Göttern, nämlich die Schöpfer der Welt, also Burrs Söhne. Aus dem Lied Hyndlulióð ergibt sich, dass einer dieser Söhne Odin ist. Seine Brüder waren nach der Lokasenna Odin, Vili und Ve. Snorri Sturluson tat vielleicht nichts anderes, als der Logik dieser Götterlieder, die ihm vorlagen, zu folgen, und ersetzte möglicherweise die Götterdreiheit Odin, Hönir, Lodur durch Odin, Vili und Ve. Ein Motiv ergibt sich aus dem Bestreben, die Schöpfungsgeschichte zu harmonisieren. Folgt man dieser Ansicht, wäre die Fassung der Völuspà die ältere.

#### Das Problem mit Hönir und Lodur

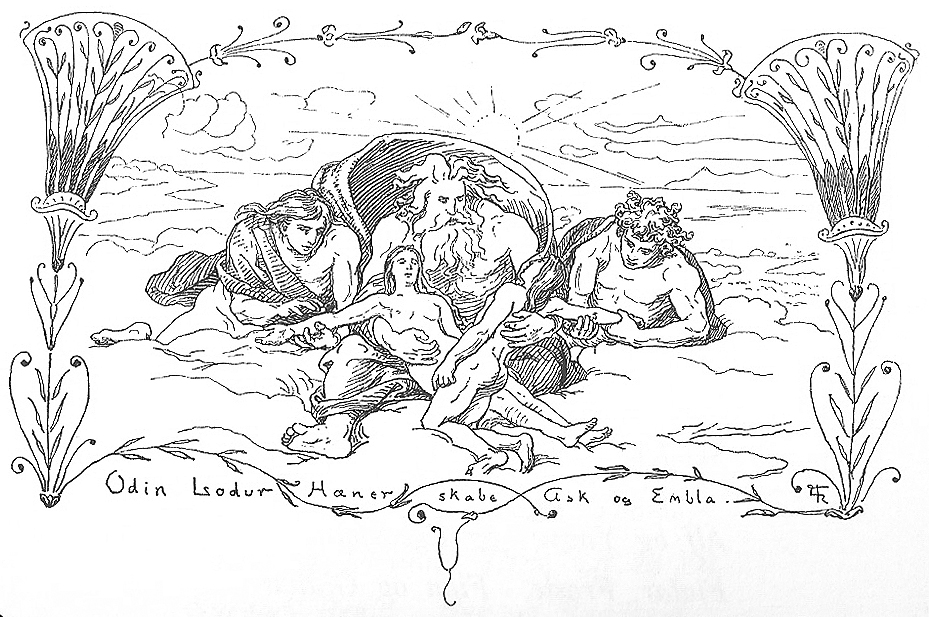
Odin, Lodur, Hoenir erschaffen Ask und Embla. Illustration von Lorenz Frølich, 1895

Warum Hönir und Lodur neben Odin ausgewählt waren, aus Hölzern Menschen zu machen, ist nicht mehr nachvollziehbar, da sich über beide Gottheiten kein klares Bild gewinnen lässt.
Viele Forscher rätseln darüber, dass ausgerechnet Hönir den Menschen den Geist gab, da ihn die Ynglingasaga als entscheidungsschwach und nicht sehr geistesstark beschreibt. Ansonsten tritt der Gott in den Mythen sehr passiv in Erscheinung, meist jedoch in herausgehobener Stellung. Unzweifelhaft kommt ihm eine große Bedeutung für die Weltschöpfung zu, da er nach den Ragnarök ein besonderes priesterlich-kultisches Amt im Zusammenhang mit dem Wiederkommen der Erde ausübt.
Lodur hingegen ist eine gänzlich unbekannte Gottheit. Sie tritt nur in der Trias Odin–Hönir–Lodur und in der Bezeichnung Odins als Lodurs Freund auf. Jedoch wird in der nordischen Literatur eine Götterdreiheit Odin–Hönir–Loki mehrmals erwähnt, deren Ähnlichkeit einen Teil der Forschung dazu bewegt, Lodur mit Loki gleichzusetzen. Ebenso wie bei Hönir tut man sich in der Forschung aber schwer, dem zwiespältigen Loki eine gewichtige Rolle bei der Menschwerdung zugestehen zu wollen. Ein Zusammenhang könnte darin bestehen, dass Loki eine Trickster-Rolle unter den Göttern ausfüllt, die zum Stammgerüst der indogermanischen Mythenwelt gehört. So könnte es als Schalk Lodur-Lokis verstanden werden, dass er den Menschen nach dem Antlitz der Götter formte.

### Eschenmann und Weltenesche
Nach der Belebung von Asc ok Emblo beginnt die Völuspá die nächste Strophe mit „Asc veit ec standa […]“ ‚Esche weiß ich stehen‘, doch erst im zweiten Teil der Strophe wird klar, dass damit nicht der Mensch Ask, sondern ein Eschenbaum, nämlich der Weltenbaum Yggdrasil, gemeint ist:
„Asc veit ec standa, heitir Yggdrasil,

hár baðmr, ausinn hvítaauri;

þaðan koma dǫggvar, þærs í dala falla,

stendr æ yfir, grœnn, Urðar brunni.“
„Eine Esche weiß ich stehen, sie heißt Yggdrasil,

ein hoher Baum, überschüttet mit glänzendem Nass;

von dort kommt der Tau, der in den Tälern niederfällt,

sie steht immer grün über dem Urdbrunnen [der Schicksalsquelle].“
– Völuspá 19
Durch diesen dichterischen Kunstgriff werden der Mann namens Esche und die Esche namens Yggdrasil zu einer Einheit verbunden. Die drei Ebenen des Baums (Wurzeln, Stamm, Krone) entsprechen den drei Ebenen des Menschen (Füße, Körper, Kopf). Mensch und Baum verbinden durch ihren Körperstamm Erde und Himmel. Der Weltenbaum jedoch verbindet noch die Sphäre der Erdgottheiten mit denen der Himmelsgottheiten. Da der Dichter Weltenbaum und Mensch vereint, drückt er dadurch aus, dass auch der Mensch in sich die beiden Sphären miteinander verbindet, auch wenn er selbst zu den Göttern nach oben strebt.
Vereinzelt wird auch gesagt, dass die Eschennatur von Ask und Yggdrasil ausdrücke, dass der Mensch ein echtes Kind des Weltenbaums sei, eine Frucht des universalen Spermas, das von der Esche Yggdrasil erzeugt werde. Der Apfel fällt nicht weit vom Stamm.

### Alter der Überlieferung
Zum Kern des Ask-und-Embla-Mythos gehört sicherlich die archaische Vorstellung, dass der Mensch vom Baum abstammt. Die Aufteilung der Belebungsvorgänge in drei Schritte setzt keine sonderlich hohe Zivilisationsstufe voraus, wie der Vergleich mit anderen ursprünglichen Kulturen zeigt. Vergleichsweise jung dagegen muss aber die Vorstellung sein, dass der Mensch eine Schöpfung der Götter ist. Nach einer konkurrierenden und besser bezeugten Überlieferung war der Mensch kein Geschöpf der Götter, sondern ihr Kind. Die Forschung sieht darin die ältere Vorstellung, weil sie auch mehrfach in germanischen Abstammungsmythen bezeugt ist.